# Hypna corumbaensis
Hypna corumbaensis är en fjärilsart som beskrevs av Talbot 1928. Hypna corumbaensis ingår i släktet Hypna och familjen praktfjärilar. Inga underarter finns listade i Catalogue of Life.